# Smithville Flats
Smithville Flats är en så kallad census-designated place i kommunen Smithville i Chenango County i delstaten New York. Vid 2010 års folkräkning hade Smithville Flats 351 invånare.